# Mason Holgate
Mason Anthony Holgate (født 22. oktober 1996 i Doncaster, England) er en engelsk fodboldspiller, der spiller som center back hos Premier League-klubben Everton FC. 